# Mykologia budowlana
Mykologia budowlana – interdyscyplinarna nauka wchodząca w zakres mykologii, czyli nauki o grzybach i budownictwa. Zajmuje się badaniem wpływu grzybów na budowle, zarówno mieszkalne, jak inne (mosty, budowle techniczne itp.). Chodzi tu głównie o grzyby domowe powodujące zagrzybienie, zawilgocenie i niszczenie konstrukcji i tynków, szczególnie wykonanych z drewna, ale także z innych materiałów. Mykologia budowlana zajmuje się także ekspertyzami budowlanymi w tym względzie – rozpoznawaniem o jakie gatunki grzybów chodzi, ustalaniem stopnia zagrożenia i opracowywaniem metod zwalczania już istniejącego zagrzybienia oraz profilaktyki – ochrony nowych konstrukcji przed grzybami.